# شهرستان میچل (کارولینای شمالی)
شهرستان میچل، کارولینای شمالی (به انگلیسی: Mitchell County, North Carolina) یک سکونتگاه مسکونی در ایالات متحده آمریکا است که در کارولینای شمالی واقع شده‌است.

## خصوصیات
شهرستان میچل ۵۷۴٫۹۸ کیلومترمربع مساحت دارد.